# Wełyka Kyrijiwka
Wełyka Kyrijiwka (ukr. Велика Киріївка, hist. pol. Kiryjówka Wielka) – wieś na Ukrainie, w obwodzie winnickim, w rejonie hajsyńskim, w hromadzie Berszad. W 2001 liczyła 1993 mieszkańców.